# 张天福
张天福（1910年9月21日—2017年6月4日），中国茶学专家，被称为茶学泰斗。他是《中国农业百科全书》列出的10位现代茶叶专家之一，还被授予“中国茶业界终身成就奖”。

## 生平
张天福出生于上海福州籍名医世家，于1932年从南京金陵大学农学院（1952年併于南京大学）毕业，1935年创办了中国第一所茶叶科研所——福建省立福安农业职业学校。1941年，他成功地研制出了中国第一台揉茶机。1957年时被划为“右派”，直至1980年时平反。被誉为“台茶之父”的吴振铎也是张天福的学生。
2017年6月4日，张天福在福建省福州逝世，终年106岁。

## 著作
著有《福建白茶的调查研究》、《龙岩斜背茶调查》、《梯层茶园表土回沟条垦法》等。

## 家庭
他与第一任夫人吴端宜于1946年结婚，到1991年吴去世为止共45年婚姻，并育有一女三子。2010年100岁高龄时，张天福与57岁的杂技演员张晓红结婚。